# Elopichthys
Elopichthys is een geslacht van straalvinnige vissen uit de familie van eigenlijke karpers (Cyprinidae).

## Soort
- Elopichthys bambusa (Richardson, 1845)